# Vaîte-Clairs Soleils
Vaîte-Clairs Soleils est un quartier de Besançon situé dans l'est de la ville, qui comptait environ 5 534 habitants en 2018. Il est composé de trois secteurs : Chaffanjon, Clairs Soleils et Vaîte.

## Géographie

### Situation
Le quartier des Clairs-Soleils est situé dans le nord-est de Besançon, dans le canton de Besançon-Est. Il est établi sur la côte est de Bregille à environ 300 m d'altitude. Le quartier est limitrophe de Bregille au sud, des Chaprais à l'ouest, des Orchamps au nord-est ainsi que du village de Chalezeule au nord. Clairs-Soleils n'est pas bordé par le Doubs cependant ce dernier passe à environ un kilomètre au nord. Clairs-Soleils est aussi situé près du bois de Chalezeule et du bois de Bregille. Le quartier comporte également un secteur : le secteur des Vaites, situé au nord-est de Clairs-Soleils.

### Axes routiers
Le quartier n'est traversé par aucun axe majeur de la ville, mais la rue de Belfort se situe à proximité, permettant une liaison avec les quartiers au nord-est. Le chemin du bois sud permet de relier le village de Chalezeule à Besançon via ce quartier. Au cœur des Clairs-Soleils, les principales voiries sont la rue Mirabeau et la rue de Chalezeule.

## Histoire
Des fouilles archéologiques attestent d'une présence humaine sur le site des Vaîtes à l'époque gallo-romaine. La situation géographique (relief, hydrographie, fertilité des terres...) ont probablement favorisé l'occupation humaine dès l'antiquité. Longtemps resté un espace quasi exclusivement agricole, les Vaîtes ont vu s'installer une importante activité de maraîchage favorisé par la proximité de la ville. 

### Fontaine-Argent, secteur champêtre
Le secteur se nommait jadis Fontaine-Argent en raison de la source qui jaillit au niveau de l'actuelle place des lumières et qui alimente le ruisseau du même nom, long d'environ deux kilomètres, qui se jetait dans le Doubs en amont du pont de la République. Actuellement le ruisseau est majoritairement canalisé et couvert mais il est encore à l'air libre sur un tronçon de 400 mètres dans les jardins qui longent le chemin de Brûlefoin. En 2014, avec les travaux du tramway de Besançon, il a retrouvé son ancien parcours à travers le parc Micaud pour rejoindre directement le Doubs au lieu d'aller dans le réseau d'assainissement.

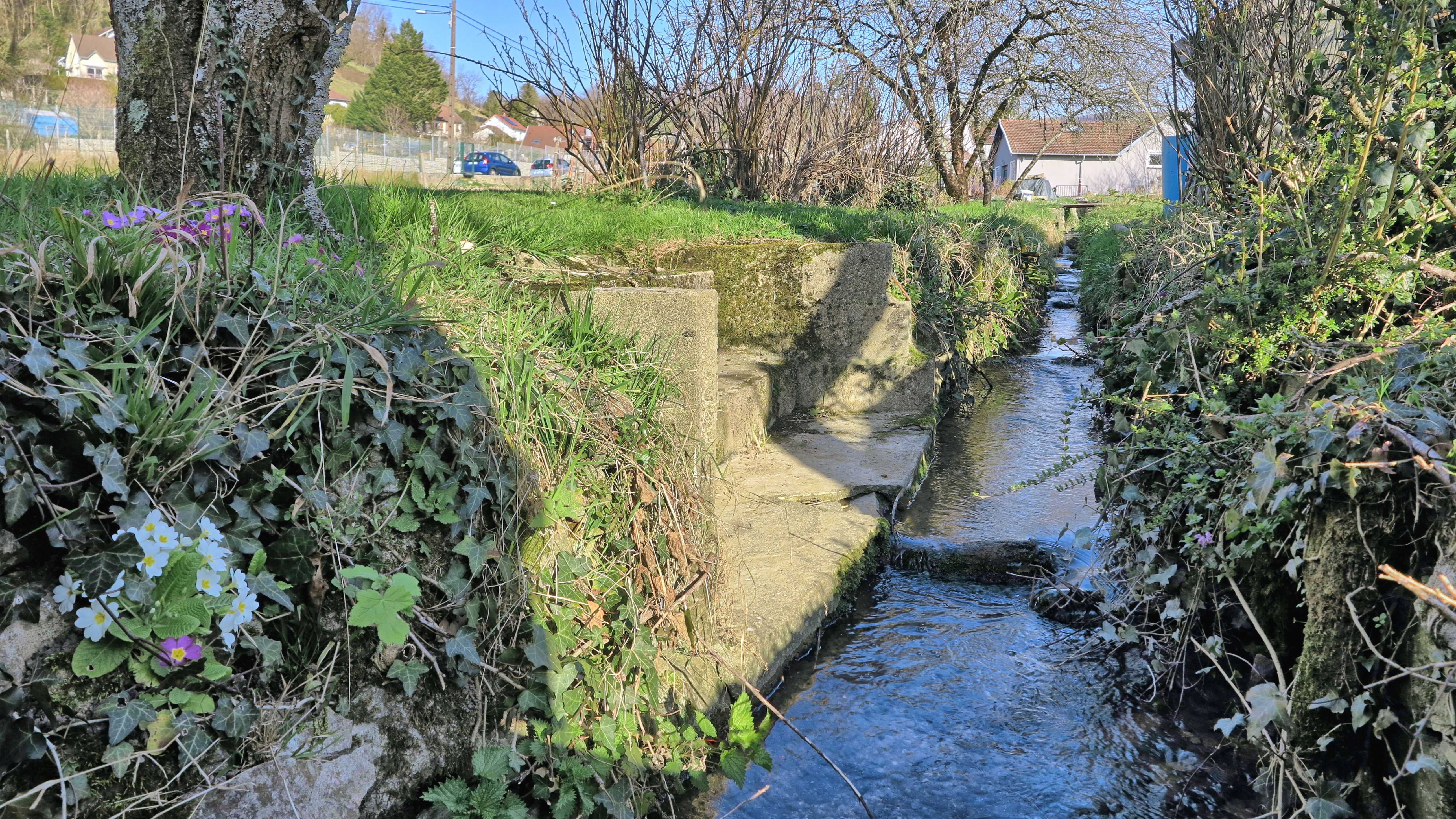
Le ruisseau de Fontaine-Argent au niveau du chemin de Brûlefoin.

Ce fut pendant la construction des nouveaux bâtiments dans les années 1960 que le nom Clairs-Soleils est apparu. En effet, il doit son nom à un lieu-dit situé près du bois Saint-Paul connu pour sa remarquable exposition solaire. Avant les barres HLM et les tours, ce quartier était d'allure champêtre ou cohabitaient fermes, jardins, vergers ainsi que quelques habitations éparses.
Après la guerre, au début des années 1950 furent installées provisoirement quelques baraques pour loger des familles de la région ne trouvant pas de logements dans la vieille ville. Il s'agit de baraquements Adrian, du nom de l’intendant militaire qui les avait conçus au début de la guerre de 1914. Ils étaient construits en briques et en bois, abritant chacun trois appartements.

### Le bouleversement urbain
La ville de Besançon, connaissant une croissance sans précédent (augmentation de plus de 50 000 habitants entre 1946 et 1968) n'a eu d’autre choix que de construire de nouveaux quartiers. Après Palente, Montrapon-Fontaine-Écu et Planoise, le secteur jadis champêtre allait se transformer en un gigantesque chantier, d’où sortirent de terre au milieu des années 1960 treize immeubles pour un total de 526 logements, en majorité des T4, construits selon les normes HLM de l'époque.
À l’origine, le nouveau secteur comptait nombre de cadres, d’enseignants et d’employés de chez Lip et de la Rhodia. Les difficultés de ces entreprises (licenciement massif, fermeture) ont totalement bouleversé la structure sociale et économique du quartier, entraînant un nombre de départs significatif qui furent malgré tout compensés par l’arrivée massive d’immigrés (essentiellement Nord-Africains).
La première rentrée scolaire eut lieu en 1969 et en 1973, le nouveau collège comptait onze classes de 6e dont une section d’éducation spécialisée et accueillait au total plus de 1.150 élèves en provenance des écoles élémentaires Jean Macé et Tristan Bernard, mais également de l'agglomération bisontine (Thise, Roche-lez-Beaupré, Vaire-Arcier, Chalezeule...).
Ce fut en juin 1966 que Mgr Lallier de l’abbé Michel Jaccasse fut chargé de fonder la paroisse des Clairs-Soleils, ce qui fut chose faite en novembre 1966. Il ne manquait alors qu'un lieu de culte digne de ce nom, c'est alors que le curé négocia l’achat du café des Tilleuls et engagea les travaux de démolition-reconstruction, par l’entreprise Baronchelli. L'édifice fut financé par le diocèse (la moitié du coût) et par un emprunt bancaire qui fut remboursé en partie grâce aux bénéfices de deux kermesses annuelles et à une souscription permanente. La nouvelle paroisse de Saint-Paul des Clairs-Soleils, construite par l'architecte Suisse protestant Reiner-Senn, accueillait sa première messe en mai 1967.

### Du quartier urbain paisible à la cité sensible

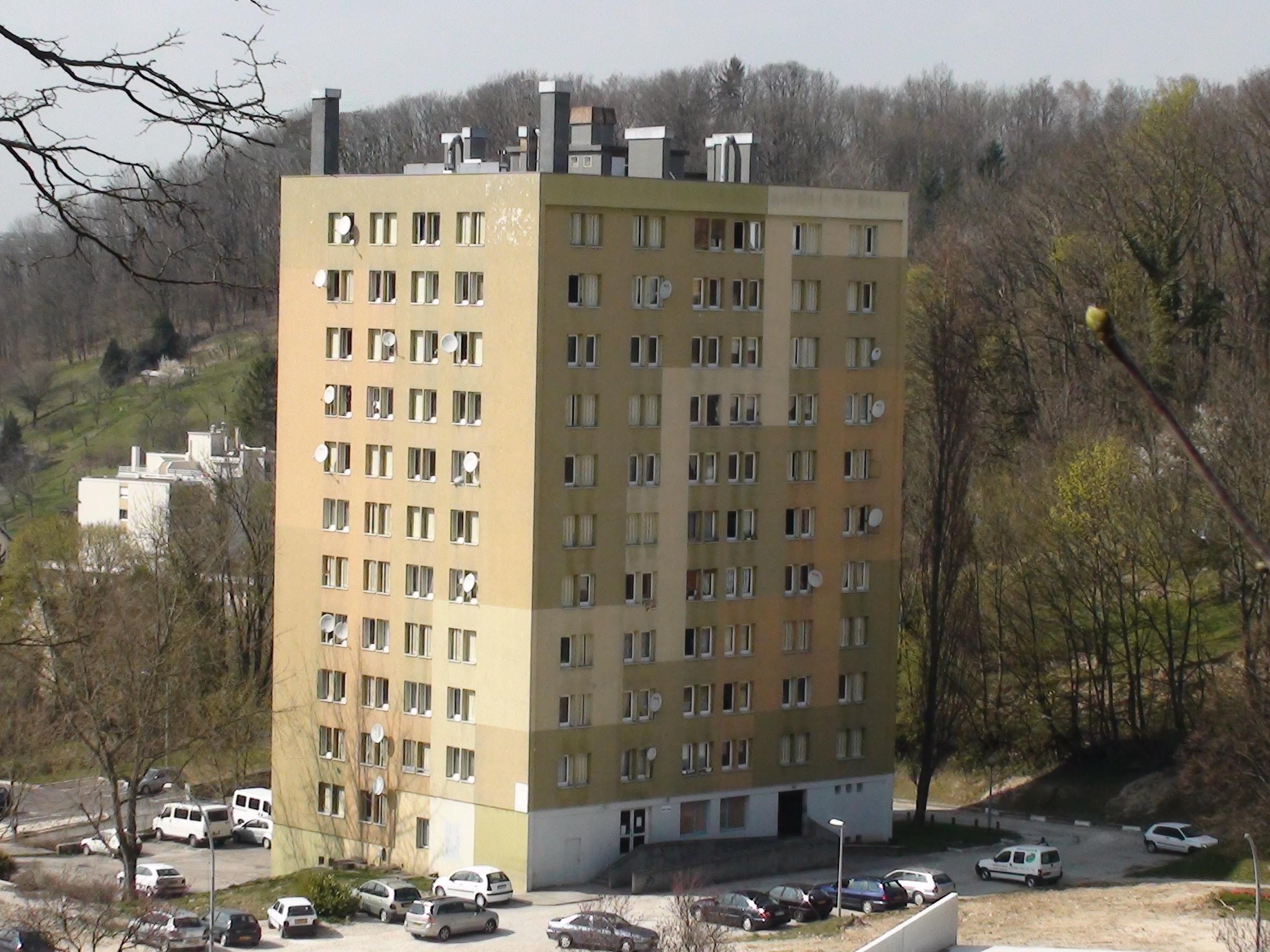
Une tour du quartier

Les Clairs-Soleils comme Planoise et un grand nombre de quartiers construits à la même époque rencontrent des problèmes économiques et sociaux : dégradation du cadre de vie, tensions sociales, promiscuité, délinquance, inadaptation des équipements, etc., ce qui a conduit le secteur à être classé parmi les zones urbaines sensibles dans les années 2000 (devenu un quartier prioritaire en 2015). En 1978 un « Livre bleu » exprimant le ras-le-bol des habitants est créé, soulignant les conditions de vie insoutenables à l'époque. Ce livre bleu, rédigé par des habitants, des associations, des travailleurs sociaux et des animateurs comprenant une centaine de pages et une cinquantaine de photos fit l’effet d’une véritable bombe auprès de l’équipe municipale en place et de l’Office HLM de l'époque. À la suite des réclamations évidentes d'aide des autorités, Robert Schwint maire de Besançon à l'époque décida d’engager une procédure de rénovation du quartier nommée opération « HVS » (Habitat et Vie Sociale).
À partir de 1982 les travaux, répartis en trois phases devaient durer environ de cinq ans et portèrent sur la réhabilitation des barres HLM et des tours aussi bien à l'intérieur qu’à l'extérieur de celles-ci, ainsi que l’aménagement d’espaces verts, la construction d’une maison de quartier et l’ouverture de locaux sociaux, et la zone semblait avoir retrouvé de son charme jusqu'au milieu des années 1990. En 1981 les Clairs-Soleils furent classés en ZEP (zone d’éducation prioritaire), il y eut également la création de l’association « Clairso » ou encore la diffusion fin 1992 du journal « L’Éclair-Soleil ».
Hélas, les efforts de la Ville et de l’Office HLM souffrirent rapidement de la paupérisation grandissante, et des tensions quotidiennes, malgré l’implantation en 1991 d’une agence décentralisée de l’Office HLM, et l’installation d’un Point public en 1999. En 2001, la ville dépose un dossier de candidature pour l’obtention d'un crédit du ministère de la Ville, voulant rénover de nouveau le secteur des Clairs-Soleils. En juin 2005, le programme de rénovation urbaine des Clairs-Soleils entrait dans sa phase opérationnelle.
En 2007, le bâtiment Mirabeau, la « Banane » et la « Tour 106 » ont été définitivement détruits, soit un total de 232 logements. D'ici 2010, 353 logements dont 117 locatifs privés, 192 locatifs publics et 44 en accession seront construits ainsi qu'une réhabilitation complète de 145 locatifs publics. Aussi, la rénovation de la voirie, la création d’une place centrale de 3 900 m² accueillant activités commerciales et services, la réalisation et l’amélioration des équipements publics dont notamment l’extension de la bibliothèque et l’aménagement du parc adjacent, ainsi que la vente aux locataires qui le souhaitent des appartements de la Tour 110 font partie du programme de rénovation du quartier.
Le coût de cette opération est estimé à environ 40 millions d'euros, financés par la Ville, Grand Besançon Métropole, le département, la région, l’État, les bailleurs sociaux, la Caisse des Dépôts et Consignation et l’Agence nationale pour la rénovation urbaine (ANRU). Toutes ces transformations ont pour but de redorer le blason du secteur qui fut surnommé le « Petit Chicago ». En 2006, le quartier comptait environ 2 891 habitants,.

## Morphologie urbaine
Le secteur comprend une grande majorité de tours et de barres HLM, en majorité construites au milieu des années 1960. La partie nord du quartier est en revanche essentiellement construite par des pavillons et des maisons traditionnelles, même si ces dernières n'ont pas une place prépondérante au sein des Clairs-Soleils.

## Évolution démographique
| 1999  | 2006  | 2010  | 2015  |
| ----- | ----- | ----- | ----- |
| 6 065 | 5 498 | 4 982 | 5 613 |

Le tableau suivant présente la population des Clairs-Soleils stricto sensu (population de l'Iris):
| 1990  | 1999  | 2006  | 2015  |
| ----- | ----- | ----- | ----- |
| 3 118 | 3 378 | 2 891 | 2 017 |

## Patrimoine et bâtiments administratifs

### Infrastructures
- Centre Martin Luther King : centre socioculturel, maison de quartier et bibliothèque[8].
- Crèche des Clairs-Soleils[9].

### Bâtiments administratifs
- Preventorium
- Chambre de l'agriculture

### Enseignement
- École maternelle publique Jean-Macé
- École maternelle publique Raymond-Vauthier
- École maternelle publique Tristan Bernard
- École primaire publique Tristan Bernard
- École primaire publique Jean-Macé
- Collège des Clairs-Soleils

### Lieux de culte
- Paroisse Saint-Paul des Clairs-Soleils.

### Monuments
- Cimetière israélite

### Associations sportives
- Clairs-Soleils football[10].

## Transports
Le transport est géré par la compagnie de bus Ginko. Les lignes  T1  L5  10  76  et  Ginko Diabolo  D3  desservent le quartier.